# Goethals Bridge
Die Goethals Bridge ist eine Straßenbrücke, die den Norden des New Yorker Stadtbezirk Staten Island auf Höhe von Howland Hook mit Elizabeth, New Jersey verbindet. Sie überquert den Arthur Kill, eine Meerenge, die Staten Island vom Festland trennt und ein wichtiger Zugang zum New Yorker Hafen ist. Die erste, 1928 eröffnete Brücke wurde 2018 durch einen Neubau ersetzt.
Neben der Bayonne Bridge und der Outerbridge Crossing ist sie eine von drei Straßenverbindungen von Staten Island nach New Jersey und stellt die Verbindung zwischen dem New Jersey Turnpike (I-95) und dem Staten Island Expressway (I-278) her, der weiter zur Verrazzano-Narrows Bridge führt.
Sie ist nach Generalmajor George W. Goethals benannt, einem der Erbauer des Panamakanals, der auch der erste Consulting Engineer der Port Authority of New York and New Jersey war, die die Brücke betreibt.
Die Brücke wird jährlich von rund 35,2 Millionen Fahrzeugen benutzt. In östlicher Richtung wird bei der Durchfahrt elektronisch Maut erhoben.

## Goethals Bridge (2018)
Der im Mai 2018 eröffnete Neubau besteht aus zwei parallelen Schrägseilbrücken. Jede Brücke hat 3 Fahrstreifen und einen Pannenstreifen sowie auf der linken Seite einen schmalen Sicherheitsstreifen. Die nördliche Brücke hat außerdem einen 3 m breiten Geh- und Radweg außerhalb der Schrägseile, der einen weiten Blick über die Skyline von New York bietet.
Die Brücke hat wie bisher und wie der Outerbridge Crossing eine Durchfahrtshöhe von 42,2 m (138,5 ft) über MHW. Größere Schiffe der post-Panamax Klasse auf dem Weg zu dem nahe gelegenen New York Container Terminal oder den Hafenanlagen an der Newark Bay fahren durch die Bayonne Bridge, deren Fahrbahnträger 2017 auf 66 m erhöht wurde.

### Technische Einzelheiten
Die beiden Brückenbauwerke sind rund 2225 m lang (7300 ft). Sie bestehen aus den eigentlichen, 604 m (1982,5 ft) langen Schrägseilbrücken mit 274,32 m (900 ft) weiten Haupt-, 112 m (367,5 ft) weiten Seiten- und 57,9 m (190 ft) und 48 m (157,5 ft) weiten Nebenöffnungen sowie den 781 m (2564 ft) langen westlichen Rampenbrücken (New Jersey approaches) und den 850 m (2789 ft) langen östlichen Rampenbrücken (New York approaches).
Die Fahrstreifen und Pannenstreifen sind jeweils 3,66 m breit, die Sicherheitsstreifen sind 1,5 m breit. Insgesamt ist ein Fahrbahnträger somit 16,14 m breit. Der Fahrbahnträger besteht aus einem stählernen Rost, der mit vorgefertigten Leichtbetonplatten verbunden wurde. Die Zufahrtsrampen sind Spannbeton-Plattenbalkenbrücken.
Die vier Pylonstiele aus Stahlbeton durften wegen der Nähe des Newark Liberty International Airport nicht höher als 82,9 m (272 ft) sein. Die Schrägseile sind deshalb flacher angeordnet als üblich; ihr kleinster Winkel zur Fahrbahn beträgt nur 15°. Die nach außen geneigte Stellung der Pylone soll verhindern, dass im Winter Eis von den Seilen auf den Verkehr fällt.
Die Brücken wurden von Parsons Corp. geplant und in der Zeit von Mai 2014 bis Mai 2018 ausgeführt. Zunächst wurde die südliche Brücke gebaut, die dann auf provisorisch eingerichteten 2 + 2 Fahrstreifen den Verkehr der alten Brücke übernahm. Während des Baus der zweiten Brücke wurde die alte Brücke demontiert.

### Beteiligte
Die Brücke wurde durch eine Public private partnership realisiert, als erstes Projekt in der Geschichte der Port Authority of New York and New Jersey. Dazu wurde das NYNJ Link team gegründet um die Brücke zu planen, zu bauen, zu finanzieren und über einen Zeitraum von 35 Jahren zu warten und zu erhalten. Es besteht aus:
- Macquarie Infrastructure and Real Assets, einer im Bereich Infrastruktur international tätigen Investitions- und Finanzierungsgesellschaft mit Sitz in Sydney, Australien;
- Parsons Corp. mit Sitz in Pasadena, Kalifornien (inzwischen Centreville, Virginia, einem Vorort von Washington, D.C.), einem großen Ingenieurbüro;
- das Kiewit-Weeks-Massman Joint Venture bestehend aus den Bauunternehmen Kiewit Infrastructure Co., New Jersey; Weeks Marine Inc.,[6] New Jersey und Massman Construction Co.[7] aus Kansas.

Zum Prüfingenieur des NYNJ Link team wurde Systra/International Bridge Technologies (IBT) aus San Diego, Kalifornien bestellt. Die Überwachungsaufgaben der Port Authority wurden durch HNTB wahrgenommen, einem großen Ingenieurbüro aus Kansas City, Missouri.

## Goethals Bridge (1928)
Die Brücke war eines der ersten Projekte der 1921 gegründeten Port Authority. Die von Waddell and Hardesty entworfene
 stählerne Fachwerk-Gerberträgerbrücke wurde am 29. Juni 1928 zusammen mit der fast baugleichen Outerbridge Crossing für den Verkehr freigegeben.
Einschließlich ihrer langen Auffahrtsrampen war sie insgesamt 2164 m lang. Die eigentliche Fachwerkbrücke war 351 m lang; die längste Stützweite betrug 205 m. Sie hatte 4 Fahrspuren, die je 3,00 m breit waren, aber keine Standstreifen, Fußgänger- oder Radwege.